# Aventicum

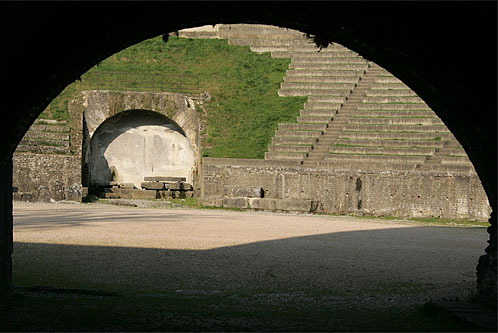
Amfiteatr w Aventicum

Aventicum – największe miasto i stolica rzymskiej Szwajcarii (Helvetia lub Civitas Helvetiorum). Pozostałości tego grodu znajdują się obok współczesnego miasta Avenches.
Miasto zostało prawdopodobnie stworzone od podstaw w I wieku naszej ery, jako stolica dopiero co podbitego terytorium Helvetii, na drodze zbudowanej za czasów Klaudiusza łączącej Italię z Brytanią. Pod rządami cesarza Wespazjana, który tam dorastał,  w 72 n.e. Aventicum zostało podniesione do statusu kolonii, i wtedy rozpoczęło swój złoty wiek. Mury miejskie miały wówczas 5,6 km długości a miasto obejmowało 228 ha powierzchni.
W czasach chrześcijańskich Aventicum było siedzibą biskupstwa. Najsłynniejszym z jej biskupów był św. Mariusz z Aventicum, którego zwięzła kronika obejmująca lata 455 do 581 jest jednym z nielicznych źródeł dotyczących dziejów Burgundczyków w V wieku. Wkrótce po Synodzie w Mâcon w roku 585, św. Mariusz przeniósł swoją siedzibę z szybko podupadającego Aventicum do Lozanny. Niektórzy przypuszczają, że w rzeczywistości przeniósł się jedynie tymczasowo chcąc przeczekać zagrożenie ze strony Germanów i Franków, dlatego zarówno on i jak dwóch następnych biskupów nazywało siebie lausoniensis et aventicensis (lozańskimi i awentyjskimi). Z upływem czasu zagrożenie to wcale nie malało i stolica biskupia pozostała już na stałe w Lozannie, Aventicum upadło zaś całkowicie i zostało zbudowane na nowo już jako Avenches.